# Tinh thần động vật
Tinh thần động vật (Animal spirits) là cụm từ do nhà kinh tế học John Maynard Keynes sử dụng trong một trong những cuốn sách luận về kinh tế của ông trong ấn phẩm: "Học Thuyết chung về Việc Làm, Lãi suất và Tiền tệ" (The General Theory of Employment, Interest and Money) xuất bản vào năm 1936 và sau này Joan Robinson là người truyền bá. Tinh thần động vật hay còn gọi dưới dạng xã hội là "Tâm lý đám đông" được sử dụng để mô tả tâm lý của con người chi phối niềm tin tiêu dùng, tâm lý đám đông tạo ra lòng tin của con người. John Maynard Keynes tin rằng đầu tư xuất hiện vào những lúc bùng phát tinh thần lạc quan, mà ông gọi là tinh thần bầy đàn. 

## Sử dụng
Đây là thuật ngữ được sử dụng trong lĩnh vực kinh tế, cụ thể là đầu tư. John Maynard Keynes cho rằng hầu hết hoạt động kinh tế đều là thành quả của các động cơ lí trí về kinh tế, nhưng đồng thời cũng bị điều khiển bởi tinh thần động vật (Animal spirits) một cách tự nhiên và bản năng vì trong con người tồn tại những động cơ phi kinh tế. Trong quan điểm của Keynes, tinh thần động vật là lí do chính của những biến động kinh tế thường thấy. Tinh thần động vật trong đầu tư là một cách lý giải về đầu tư cho rằng không thể sử dụng mô hình toán để xác định đầu tư, mà phải phân tích đầu tư trên cơ sở nhận biết bản năng hay tính khí của nhà kinh doanh, tức phản ứng tự nhiên của họ.
Chính bản năng của các nhà kinh doanh tạo ra làn sóng lạc quan và bi quan trong nền kinh tế khi có biến động. Tinh thần động vật là sự tự tin, sợ hãi và bi quan của nhà đầu tư ảnh hưởng đến các quyết định khiến thúc đẩy hoặc cản trở tăng trưởng kinh tế. Cuộc khủng hoảng tài chính năm 2008 đã chứng minh vai trò của tinh thần động vật trong các thị trường tài chính. Nếu tinh thần thấp thì mức độ tin cậy sẽ thấp, điều này sẽ kéo thị trường đi xuống ngay cả khi nền tảng của nền kinh tế vẫn mạnh và ngược lại. Học thuyết này là đặc biệt cần thiết trong bối cảnh các cuộc suy thoái kinh tế ngày nay để cổ xúy cho các tâm lý kinh doanh. 